# Girabola de 2017
Girabola 2017 é a 38.º edição, desde 1979 do Campeonato Nacional de Seniores de Angola organizado pela Federação Angolana de Futebol.

## Promovidos e Rebaixados
| Pos. | Rebaixados no Girabola 2016 |
| ---- | --------------------------- |
| 14.º | 1.° de Maio                 |
| 15.º | 4 de Abril FC               |
| 16.º | Porcelana do Kwanza Norte   |

| Pos. | Promovidos da Segundona 2016 |
| ---- | ---------------------------- |
| 1.º  | Bravos do Maquis             |
| 2.º  | JGM do Huambo                |
| 3.º  | Santa Rita de Cássia         |

O Benfica de Luanda desistiu de participar nesta edição do Campeonato Nacional de Seniores, sendo substituído por inclusão directa pelo 1.º de Maio de Benguela, que tinha sido despromovido na edição de 2016.

### Estádios e locais
| Equipa                  | Cidade natal | Estádio                                       | Capacidade | Desempenho em 2016      |
| ----------------------- | ------------ | --------------------------------------------- | ---------- | ----------------------- |
| Académica do Lobito     | Lobito       | Estádio do Buraco                             | 15 000     | 12.º no Girabola        |
| ASA                     | Luanda       | Estádio da Cidadela                           | 30 000     | 13.º no Girabola        |
| Bravos do Maquis        | Luena        | Jonas Kufuna "Mundunduleno"                   | 4300       | 1.º na Segundona        |
| Desportivo da Huíla     | Lubango      | Estadio da Tundavala                          | 25 000     | 10.º no Girabola        |
| Interclube              | Luanda       | Estádio 22 de Junho                           | 12 000     | 7.º no Girabola         |
| JGM                     | Huambo       | A definir                                     | 6000       | 2.º na Segundona        |
| Kabuscorp               | Luanda       | Estádio dos Coqueiros                         | 12 000     | 4.º no Girabola         |
| Petro de Luanda         | Luanda       | Estádio 11 de Novembro                        | 50 000     | 2.º no Girabola         |
| Primeiro de Agosto      | Luanda       | Estádio 11 de Novembro                        | 50 000     | Campeão do Girabola     |
| Primeiro de Maio        | Benguela     | Estádio Municipal Edelfride Palhares da Costa | 6000       | 14.º no Girabola        |
| Progresso da Lunda Sul  | Saurimo      | Estádio das Mangueiras                        | 7000       | 5.º no Girabola         |
| Progresso do Sambizanga | Luanda       | Estádio da Cidadela                           | 30 000     | 8.º no Girabola         |
| Recreativo da Caála     | Caála        | Estádio Mártires da Canhala                   | 3000       | 11.º no Girabola        |
| Recreativo do Libolo    | Calulo       | Estádio Patrice Lumumba                       | 10 000     | 3.º no Girabola de 2016 |
| Sagrada Esperança       | Dundo        | Estádio Sagrada Esperança                     | 3000       | 9.º no Girabola         |
| Santa Rita de Cássia    | Uíge         | Estádio 4 de Janeiro                          | 3000       | 3.° na Segundona        |

## Estatísticas

### Artilheiros
Atualizado 10 de Fevereiro de 2017.
| Pos. | Jogador      | Equipa               | Golos |
| ---- | ------------ | -------------------- | ----- |
| 1    | Tiago Azulão | Petro Atlético       | 16    |
| 2    | Dennis       | Santa Rita de Cássia | 3     |
| 2    | Love         | Rec. da Caála        | 3     |
| 3    | Dr. Lami     | Kabuscorp            | 2     |
| 3    | Amaro        | Kabuscorp            | 2     |
| 3    | Pataca       | Bravos do Maquis     | 2     |
| 3    | Kémbua       | C.D. Huíla           | 2     |
| 3    | Bena         | ASA                  | 2     |
| 3    | Mingo Bile   | 1.º de Agosto        | 2     |
| 4    | Viet         | Rec. do Libolo       | 1     |
| 4    | Joca         | Sag. Esperança       | 1     |
| 4    | Patrick      | Progresso            | 1     |
| 4    | Vado         | 1.º de Agosto        | 1     |
| 4    | Diogo Rosado | 1.º de Agosto        | 1     |

### Assistências
Atualizado 10 de Fevereiro de 2017
| Pos. | Jogador   | Equipa          | Assists. |
| ---- | --------- | --------------- | -------- |
| 1.°  | Amaro     | Kabuscorp       | 2        |
| 2.°  | Dr. Lami  | Kabuscorp       | 1        |
| 3.°  | Carlinhos | Petro de Luanda | 1        |
| 4.°  | Geraldo   | 1.º de Agosto   | 1        |

### Hat-tricks
Atualizado 11 de Fevereiro de 2017.
| Jogador | Para | Contra | Resultado | Data  | Ref. |
| ------- | ---- | ------ | --------- | ----- | ---- |
|         |      |        |           | \|\|} |      |

## Transferências de 2016-17
| Pos. | Jogador   | Clube de destino | Clube de origem      | Preço (€) | Ref.  |
| ---- | --------- | ---------------- | -------------------- | --------- | ----- |
| 1.º  | Gelson    | Sporting CP      | 1.º de Agosto        |           | [ 3 ] |
| 2.°  | Ary Papel | Sporting CP      | 1.º de Agosto        |           |       |
| 3.º  | Nandinho  | FC Rostov        | Kabuscorp do Palanca |           |       |
| 4.º  | Dany      | Luftëtari        | Rec. do Libolo       |           |       |

## Resultados
| Santa Rita de Cássia | 0 - 1 | Recreativo do Libolo    |
| Bravos do Maquis     | 1 - 0 | Progresso da Lunda Sul  |
| Sagrada Esperança    | 1 - 0 | Interclube              |
| Desportivo da Huíla  | 0 - 0 | ASA                     |
| Petro de Luanda      | 2 - 1 | Progresso do Sambizanga |
| Académica do Lobito  | 0 - 3 | Kabuscorp               |
| 1.º de Maio          | 1 - 2 | Recreativo da Caála     |
| 1.º de Agosto        | 2 - 0 | JGM do Huambo           |

| Progresso do Sambizanga | 2 - 2 | 1.º de Maio          |
| Recreativo do Libolo    | 1 - 0 | Petro de Luanda      |
| Interclube              | 2 - 0 | Santa Rita de Cássia |
| Progresso da Lunda Sul  | 0 - 0 | Sagrada Esperança    |
| ASA                     | 1 - 1 | Bravos do Maquis     |
| Kabuscorp               | 2 - 1 | Desportivo da Huíla  |
| JGM do Huambo           | 1 - 1 | Académica do Lobito  |
| Recreativo da Caála     | 1 - 1 | 1.º de Agosto        |

| 1.º de Maio          | 0 - 3 | 1.º de Agosto          |
| Petro de Luanda      | 2 - 0 | Interclube             |
| Sagrada Esperança    | 1 - 0 | ASA                    |
| Progresso Sambizanga | 1 - 0 | Recreativo do Libolo   |
| Bravos do Maquis     | 0 - 1 | Kabuscorp              |
| Académica do Lobito  | 2 - 1 | Recreativo da Caála    |
| Santa Rita de Cássia | 2 - 1 | Progresso da Lunda Sul |
| Desportivo da Huíla  | 2 - 0 | JGM do Huambo          |

| Recreativo do Libolo   | 3 - 0 | 1.º de Maio             |
| Interclube             | 1 - 1 | Progresso do Sambizanga |
| Progresso da Lunda Sul | 0 - 1 | Petro de Luanda         |
| ASA                    | 2 - 2 | Santa Rita de Cássia    |
| Kabuscorp              | 2 - 0 | Sagrada Esperança       |
| JGM do Huambo          | 1 - 1 | Bravos do Maquis        |
| Recreativo da Caála    | 3 - 0 | Desportivo da Huíla     |
| 1.º de Agosto          | 2 - 0 | Académica do Lobito     |

| Desportivo da Huíla  | 0 - 2 | 1.º de Agosto          |
| Recreativo do Libolo | N. D. | Interclube             |
| Petro de Luanda      | 2 - 0 | ASA                    |
| 1.º de Maio          | 4 - 2 | Académica do Lobito    |
| Progresso Sambizanga | 4 - 0 | Progresso da Lunda Sul |
| Sagrada Esperança    | 6 - 0 | JGM do Huambo          |
| Santa Rita de Cássia | 1 - 1 | Kabuscorp              |
| Bravos do Maquis     | 0 - 1 | Recreativo da Caála    |

| 1.º de Agosto          | 2 - 0 | Bravos do Maquis        |
| Interclube             | 1 - 0 | 1.º de Maio             |
| Recreativo da Caála    | 1 - 0 | Sagrada Esperança       |
| ASA                    | 1 - 1 | Progresso do Sambizanga |
| Académica do Lobito    | 0 - 2 | Desportivo da Huíla     |
| Progresso da Lunda Sul | 1 - 2 | Recreativo do Libolo    |
| JGM do Huambo          | 1 - 0 | Santa Rita de Cássia    |
| Kabuscorp              | 2 - 1 | Petro de Luanda         |

| Bravos do Maquis        | 3 - 1 | Académica do Lobito    |
| Sagrada Esperança       | 1 - 0 | 1.º de Agosto          |
| 1.º de Maio             | 4 - 1 | Desportivo da Huíla    |
| Interclube              | 4 - 0 | Progresso da Lunda Sul |
| Santa Rita de Cássia    | 0 - 0 | Recreativo da Caála    |
| Petro de Luanda         | 3 - 0 | JGM do Huambo          |
| Progresso do Sambizanga | 2 - 3 | Kabuscorp              |
| Recreativo do Libolo    | 3 - 0 | ASA                    |

| Progresso da Lunda Sul | 0 - 2 | 1.º de Maio             |
| JGM do Huambo          | 0 - 1 | Progresso do Sambizanga |
| Recreativo da Caála    | 0 - 1 | Petro de Luanda         |
| ASA                    | 1 - 1 | Interclube              |
| Académica do Lobito    | 4 - 2 | Sagrada Esperança       |
| Desportivo da Huíla    | 1 - 0 | Bravos do Maquis        |
| Kabuscorp              | 2 - 2 | Recreativo do Libolo    |
| 1.º de Agosto          | 1 - 0 | Santa Rita de Cássia    |

| Progresso da Lunda Sul  | 2 - 0 | ASA                 |
| Interclube              | 0 - 0 | Kabuscorp           |
| Recreativo do Libolo    | 6 - 0 | JGM                 |
| Progresso do Sambizanga | 2 - 0 | Recreativo da Caála |
| Petro de Luanda         | 0 - 0 | 1º de Agosto        |
| Santa Rita de Cássia    | 0 - 2 | Académica do Lobito |
| Sagrada Esperança       | 1 - 0 | Desportivo da Huíla |
| 1º de Maio              | 0 - 0 | Bravos do Maquis    |

| ASA                 | - | 1º de Maio              |
| Kabuscorp           | - | Progresso da Lunda Sul  |
| JGM                 | - | Interclube              |
| Recreativo da Caála | - | Recreativo do Libolo    |
| 1º de Agosto        | - | Progresso do Sambizanga |
| Académica do Lobito | - | Petro de Luanda         |
| Desportivo da Huíla | - | Santa Rita de Cássia    |
| Bravos do Maquis    | - | Sagrada Esperança       |

| ASA                     | - | Kabuscorp           |
| Progresso da Lunda Sul  | - | JGM                 |
| Interclube              | - | Recreativo da Caála |
| Recreativo do Libolo    | - | 1º de Agosto        |
| Progresso do Sambizanga | - | Académica do Lobito |
| Petro de Luanda         | - | Desportivo da Huíla |
| Santa Rita de Cássia    | - | Bravos do Maquis    |
| 1º de Maio              | - | Sagrada Esperança   |

| Kabuscorp           | - | 1º de Maio              |
| JGM                 | - | ASA                     |
| Recreativo da Caála | - | Progresso da Lunda Sul  |
| 1º de Agosto        | - | Interclube              |
| Académica do Lobito | - | Recreativo do Libolo    |
| Desportivo da Huíla | - | Progresso do Sambizanga |
| Bravos do Maquis    | - | Petro de Luanda         |
| Sagrada Esperança   | - | Santa Rita de Cássia    |

| Kabuscorp               | - | JGM                  |
| ASA                     | - | Recreativo da Caála  |
| Progresso da Lunda Sul  | - | 1º de Agosto         |
| Interclube              | - | Académica do Lobito  |
| Recreativo do Libolo    | - | Desportivo da Huíla  |
| Progresso do Sambizanga | - | Bravos do Maquis     |
| Petro de Luanda         | - | Sagrada Esperança    |
| 1º de Maio              | - | Santa Rita de Cássia |

| JGM                  | - | 1º de Maio              |
| Recreativo da Caála  | - | Kabuscorp               |
| 1º de Agosto         | - | ASA                     |
| Académica do Lobito  | - | Progresso da Lunda Sul  |
| Desportivo da Huíla  | - | Interclube              |
| Bravos do Maquis     | - | Recreativo do Libolo    |
| Sagrada Esperança    | - | Progresso do Sambizanga |
| Santa Rita de Cássia | - | Petro de Luanda         |

| JGM                     | - | Recreativo da Caála  |
| Kabuscorp               | - | 1º de Agosto         |
| ASA                     | - | Académica do Lobito  |
| Progresso da Lunda Sul  | - | Desportivo da Huíla  |
| Interclube              | - | Bravos do Maquis     |
| Recreativo do Libolo    | - | Sagrada Esperança    |
| Progresso do Sambizanga | - | Santa Rita de Cássia |
| Petro de Luanda         | - | 1º de Maio           |

| Recreativo do Libolo    | - | Santa Rita de Cássia |
| Progresso da Lunda Sul  | - | Bravos do Maquis     |
| Interclube              | - | Sagrada Esperança    |
| ASA                     | - | Desportivo da Huíla  |
| Progresso do Sambizanga | - | Petro de Luanda      |
| Kabuscorp               | - | Académica do Lobito  |
| Recreativo da Caála     | - | 1º de Maio           |
| JGM do Huambo           | - | 1º de Agosto         |

| 1.º de Maio          | - | Progresso do Sambizanga |
| Petro de Luanda      | - | Recreativo do Libolo    |
| Santa Rita de Cássia | - | Interclube              |
| Sagrada Esperança    | - | Progresso da Lunda Sul  |
| Bravos do Maquis     | - | ASA                     |
| Desportivo da Huíla  | - | Kabuscorp               |
| Académica do Lobito  | - | JGM do Huambo           |
| 1º de Agosto         | - | Recreativo da Caála     |

| 1º de Agosto           | - | 1º de Maio           |
| Interclube             | - | Petro de Luanda      |
| ASA                    | - | Sagrada Esperança    |
| Recreativo do Libolo   | - | Progresso Sambizanga |
| Kabuscorp              | - | Bravos do Maquis     |
| Recreativo da Caála    | - | Académica do Lobito  |
| Progresso da Lunda Sul | - | Santa Rita de Cássia |
| JGM do Huambo          | - | Desportivo da Huíla  |

| 1º de Maio              | - | Recreativo do Libolo   |
| Progresso do Sambizanga | - | Interclube             |
| Petro de Luanda         | - | Progresso da Lunda Sul |
| Santa Rita de Cássia    | - | ASA                    |
| Sagrada Esperança       | - | Kabuscorp              |
| Bravos do Maquis        | - | JGM do Huambo          |
| Desportivo da Huíla     | - | Recreativo da Caála    |
| Académica do Lobito     | - | 1º de Agosto           |

| 1º de Agosto           | - | Desportivo da Huíla  |
| Interclube             | - | Recreativo do Libolo |
| ASA                    | - | Petro de Luanda      |
| Académica do Lobito    | - | 1º de Maio           |
| Progresso da Lunda Sul | - | Progresso Sambizanga |
| JGM do Huambo          | - | Sagrada Esperança    |
| Kabuscorp              | - | Santa Rita de Cássia |
| Recreativo da Caála    | - | Bravos do Maquis     |

| Bravos do Maquis        | - | 1º de Agosto           |
| 1º de Maio              | - | Interclube             |
| Sagrada Esperança       | - | Recreativo da Caála    |
| Progresso do Sambizanga | - | ASA                    |
| Desportivo da Huíla     | - | Académica do Lobito    |
| Recreativo do Libolo    | - | Progresso da Lunda Sul |
| Santa Rita de Cássia    | - | JGM do Huambo          |
| Petro de Luanda         | - | Kabuscorp              |

| Académica do Lobito    | - | Bravos do Maquis        |
| 1º de Agosto           | - | Sagrada Esperança       |
| Desportivo da Huíla    | - | 1º de Maio              |
| Progresso da Lunda Sul | - | Interclube              |
| Recreativo da Caála    | - | Santa Rita de Cássia    |
| JGM do Huambo          | - | Petro de Luanda         |
| Kabuscorp              | - | Progresso do Sambizanga |
| ASA                    | - | Recreativo do Libolo    |

| 1º de Maio              | - | Progresso da Lunda Sul |
| Progresso do Sambizanga | - | JGM do Huambo          |
| Petro de Luanda         | - | Recreativo da Caála    |
| Interclube              | - | ASA                    |
| Sagrada Esperança       | - | Académica do Lobito    |
| Bravos do Maquis        | - | Desportivo da Huíla    |
| Recreativo do Libolo    | - | Kabuscorp              |
| Santa Rita de Cássia    | - | 1º de Agosto           |

| ASA                 | - | Progresso da Lunda Sul  |
| Kabuscorp           | - | Interclube              |
| JGM                 | - | Recreativo do Libolo    |
| Recreativo da Caála | - | Progresso do Sambizanga |
| 1º de Agosto        | - | Petro de Luanda         |
| Académica do Lobito | - | Santa Rita de Cássia    |
| Desportivo da Huíla | - | Sagrada Esperança       |
| Bravos do Maquis    | - | 1º de Maio              |

| 1º de Maio              | - | ASA                 |
| Progresso da Lunda Sul  | - | Kabuscorp           |
| Interclube              | - | JGM                 |
| Recreativo do Libolo    | - | Recreativo da Caála |
| Progresso do Sambizanga | - | 1º de Agosto        |
| Petro de Luanda         | - | Académica do Lobito |
| Santa Rita de Cássia    | - | Desportivo da Huíla |
| Sagrada Esperança       | - | Bravos do Maquis    |

| Kabuscorp           | - | ASA                     |
| JGM                 | - | Progresso da Lunda Sul  |
| Recreativo da Caála | - | Interclube              |
| 1º de Agosto        | - | Recreativo do Libolo    |
| Académica do Lobito | - | Progresso do Sambizanga |
| Desportivo da Huíla | - | Petro de Luanda         |
| Bravos do Maquis    | - | Santa Rita de Cássia    |
| Sagrada Esperança   | - | 1º de Maio              |

| 1º de Maio              | - | Kabuscorp           |
| ASA                     | - | JGM                 |
| Progresso da Lunda Sul  | - | Recreativo da Caála |
| Interclube              | - | 1º de Agosto        |
| Recreativo do Libolo    | - | Académica do Lobito |
| Progresso do Sambizanga | - | Desportivo da Huíla |
| Petro de Luanda         | - | Bravos do Maquis    |
| Santa Rita de Cássia    | - | Sagrada Esperança   |

| JGM                  | - | Kabuscorp               |
| Recreativo da Caála  | - | ASA                     |
| 1º de Agosto         | - | Progresso da Lunda Sul  |
| Académica do Lobito  | - | Interclube              |
| Desportivo da Huíla  | - | Recreativo do Libolo    |
| Bravos do Maquis     | - | Progresso do Sambizanga |
| Sagrada Esperança    | - | Petro de Luanda         |
| Santa Rita de Cássia | - | 1º de Maio              |

| 1º de Maio              | - | JGM                  |
| Kabuscorp               | - | Recreativo da Caála  |
| ASA                     | - | 1º de Agosto         |
| Progresso da Lunda Sul  | - | Académica do Lobito  |
| Interclube              | - | Desportivo da Huíla  |
| Recreativo do Libolo    | - | Bravos do Maquis     |
| Progresso do Sambizanga | - | Sagrada Esperança    |
| Petro de Luanda         | - | Santa Rita de Cássia |

| Recreativo da Caála  | - | JGM                     |
| 1º de Agosto         | - | Kabuscorp               |
| Académica do Lobito  | - | ASA                     |
| Desportivo da Huíla  | - | Progresso da Lunda Sul  |
| Bravos do Maquis     | - | Interclube              |
| Sagrada Esperança    | - | Recreativo do Libolo    |
| Santa Rita de Cássia | - | Progresso do Sambizanga |
| 1º de Maio           | - | Petro de Luanda         |

## Classificação
| #  | Equipa                  | J  | V  | E  | D  | GP | GC | SG  | Pts | Classificação                             |
| -- | ----------------------- | -- | -- | -- | -- | -- | -- | --- | --- | ----------------------------------------- |
| 1  | 1.º de Agosto           | 30 | 19 | 8  | 3  | 44 | 14 | +30 | 65  | Liga dos Campeões da CAF de 2018          |
| 2  | Petro de Luanda         | 30 | 20 | 2  | 8  | 46 | 20 | +26 | 62  |                                           |
| 3  | Sagrada Esperança       | 30 | 15 | 8  | 7  | 34 | 23 | +11 | 53  |                                           |
| 4  | Kabuscorp               | 30 | 13 | 11 | 6  | 40 | 29 | +11 | 50  |                                           |
| 5  | Interclube              | 30 | 12 | 12 | 6  | 34 | 19 | +15 | 48  |                                           |
| 6  | Recreativo do Libolo    | 30 | 13 | 9  | 8  | 41 | 23 | +18 | 48  |                                           |
| 7  | Recreativo da Caála     | 30 | 12 | 5  | 13 | 24 | 27 | −3  | 41  |                                           |
| 8  | Desportivo Huíla        | 30 | 11 | 8  | 11 | 23 | 28 | −5  | 41  |                                           |
| 9  | Progresso do Sambizanga | 30 | 11 | 8  | 11 | 34 | 30 | +4  | 41  |                                           |
| 10 | 1.° de Maio             | 30 | 12 | 4  | 14 | 40 | 49 | −9  | 40  |                                           |
| 11 | Bravos do Maquis        | 30 | 8  | 9  | 13 | 19 | 26 | −7  | 33  |                                           |
| 12 | Progresso da Lunda Sul  | 30 | 8  | 8  | 14 | 28 | 39 | −11 | 32  |                                           |
| 13 | Académica do Lobito     | 30 | 8  | 6  | 16 | 39 | 53 | −14 | 30  |                                           |
| 14 | JGM do Huambo           | 30 | 8  | 6  | 16 | 26 | 55 | −29 | 30  | Rebaixado para Segundona (Angola) de 2018 |
| 15 | ASA                     | 30 | 6  | 8  | 16 | 21 | 37 | −16 | 26  | Rebaixado para Segundona (Angola) de 2018 |
| 16 | Santa Rita de Cássia    | 30 | 4  | 8  | 18 | 24 | 45 | −21 | 20  | Rebaixado para Segundona (Angola) de 2018 |

Última atualização em 21 de Maio de 2017
Fonte: FIFA.com
Regras para classificação: 1) pontos; 2) pontos por confronto direto; 3) golos por confronto direto; 4) diferença de golos; 5) número de vitórias; 6) play-off.
(C) = Campeão; (R) = Rebaixado; (P) = Promovido; (O) = Vencedor do play-off; (A) = Classificado para a próxima fase. 
Somente aplicável se a temporada não tiver terminado: 
(Q) = Classificado para a fase do torneio indicada; (TQ) = Classificado para o torneio, mas não para a fase indicada; (DQ) = Desclassificado do torneio.